# 立川敬二
立川 敬二（たちかわ けいじ、1939年5月27日 - ）は、日本の実業家。学位は、工学博士（東京大学・論文博士・1982年）。独立行政法人宇宙航空研究開発機構理事長（第2代）・NTTアメリカ最高経営責任者・エヌ・ティ・ティ移動通信網株式会社代表取締役社長・株式会社エヌ・ティ・ティ・ドコモ代表取締役社長などを歴任。2017年4月旭日重光章受章。

## 来歴

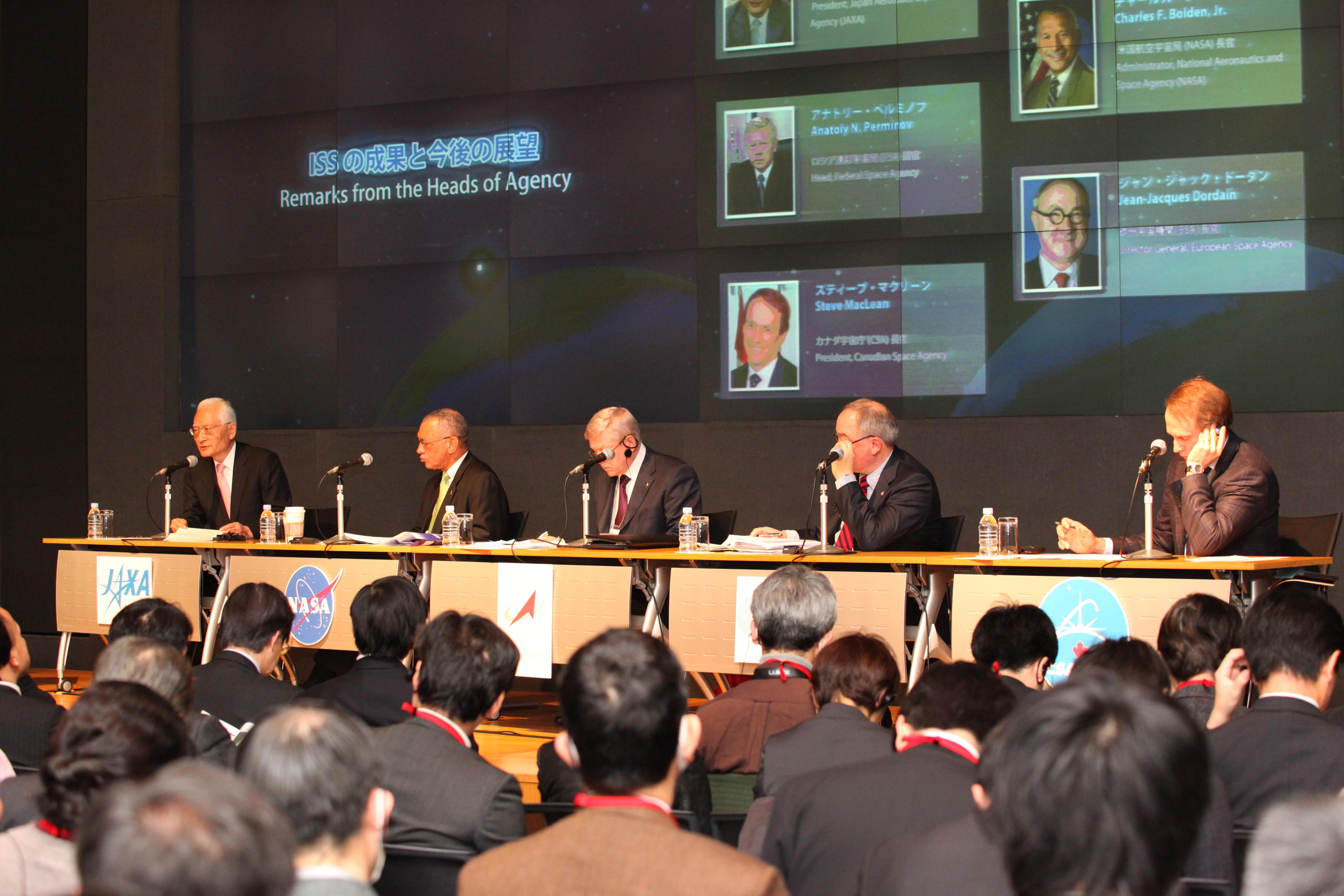
国際宇宙ステーションの宇宙機関長会議（1番左、2010年東京）

### 生い立ち
岐阜県大垣市に生まれる。岐阜県立大垣北高校卒業。1962年3月、東京大学工学部電気工学科を卒業後、日本電信電話公社に入社。

### 日本電信電話公社／NTTグループ
1977年にマサチューセッツ工科大学に留学し、翌年経営学部の修士コースを修了する。1982年には、工学博士（東京大学）の学位を受ける。1998年にエヌ・ティ・ティ移動通信網代表取締役社長に就任した。後任の人選は難航し、結果的に副社長の中村維夫が社長に昇任した。

### 社外での役職
2001年から2004年11月まで文部科学省宇宙開発委員会の非常勤委員を務め、2004年11月15日から2013年3月31日まで独立行政法人宇宙航空研究開発機構理事長を務めた。

## 総務大臣への接待疑惑
野田聖子が総務大臣在任中の2017年11月22日と2018年3月29日に、NTTドコモの立川敬二元社長らNTT幹部と、NTTグループが運営する麻布十番のKNOXで会食を行っていたことが週刊文春により2021年3月10日に報じられた。翌11日に自由民主党本部で説明した野田によれば、これら一連の会食は総務省とは無関係なプライベートの会合であり、会食費用2万6,000円の返還も既になされており、接待ではないとされる。

## 著作

### 単著
- 立川敬二著『ドコモを育てた社長の本音』日経BP、2006年。ISBN 9784822244972
- Keiji Tachikawa, W-CDMA Mobile Communications System, John Wiley & Sons, 2002. ISBN 9780470847619

### 共著
- 立川敬二編著『高度情報社会の基盤テクノロジー――3C（Computer Communication and Control）時代の到来』エヌ・ティ・ティ出版、1991年。ISBN 9784871881036
- 立川敬二ほか共著『パーソナル通信のすべて』エヌ・ティ・ティ出版、1995年。ISBN 9784871883856
- 出井伸之・立川敬二・中村邦夫述、フジテレビジョン編『真のデジタル革命は私たちがやる!――デジフジハイパーセッション』フジテレビ出版、2001年。ISBN 9784594032418

### 編纂
- 立川敬二・石川宏編『B-ISDN絵とき読本』オーム社、1993年。ISBN 9784274945038
- 齊藤忠夫・立川敬二共編『移動通信ハンドブック』オーム社、1995年。ISBN 9784274078316
- 齊藤忠夫・立川敬二共編『移動通信ハンドブック』新版、オーム社、2000年。ISBN 9784274035401

### 監修
- 立川敬二監修、飯塚久夫ほか編著『コミュニケーションの構造――人間・社会・技術階層による分析』エヌ・ティ・ティ出版、1993年。ISBN 9784871882446
- 立川敬二監修『W-CDMA移動通信方式』丸善、2001年。ISBN 9784621048948
- 立川敬二監修『最新ディジタル移動通信』科学新聞社、2001年。ISBN 9784905577812

### その他
- NTT技術予測研究会編『2015年の情報通信技術――次世代ITの未来ビジョン』エヌ・ティ・ティ出版、2001年。ISBN 9784757100534
- ジェームズ・E・カッツ・マーク・オークス編、富田英典監訳『絶え間なき交信の時代――ケータイ文化の誕生』エヌ・ティ・ティ出版、2003年。ISBN 9784757100886
- 中上晶子著『中上晶子の経営談話――経営トップと語る企業家精神』PHP研究所、2005年。ISBN 9784569645865